# Montagna (Sansepolcro)
Montagna è una frazione del comune di Sansepolcro (AR).
Si trova a 8 km a nord est di Sansepolcro ai piedi dell'appennino tosco/marchigiano sotto il massiccio dell'Alpe della Luna a quota 682 m s.l.m.. Secondo i dati del Comune di Sansepolcro, alla fine del 2008 la frazione era popolata da 70 abitanti (Montagnini).
Questa piccola frazione montana è composta da 2 agglomerati di case: La Villa e Prato, che distano tra di loro di circa 300 metri. Nella parte della Villa si trova una chiesa dedicata a San Michele Arcangelo, e una torre risalente al XIII o XIV sec., mentre a Prato si trova la cappella del XVIII sec. dedicata al beato Ranieri, frate laico cappuccino originario del paese e morto a Todi nel XVI sec., e la casa-torre "Palazzo del Betti" che domina l'intero agglomerato.
I primi documenti ufficiali che testimoniano l'esistenza di questa frazione risalgono al 1078, ma sia tracce evidenti che ipotesi hanno valorizzato un'origine molto più antica.
D'interesse particolare sono alcuni tipi di casa che mantengono tuttora l'aspetto di vere e proprie case di montagna con muratura in piccole pietre a vista e blocchi più grandi agli angoli, copertura in lastre di pietra e scale con loggia profonda e bassa apertura sottotetto.

## Monumenti e luoghi d'interesse
- Chiesa di S. Michele Arcangelo
- Monumento ai caduti (restaurato nel 2018)
- Fontanile pubblico (restaurato nel 2019)

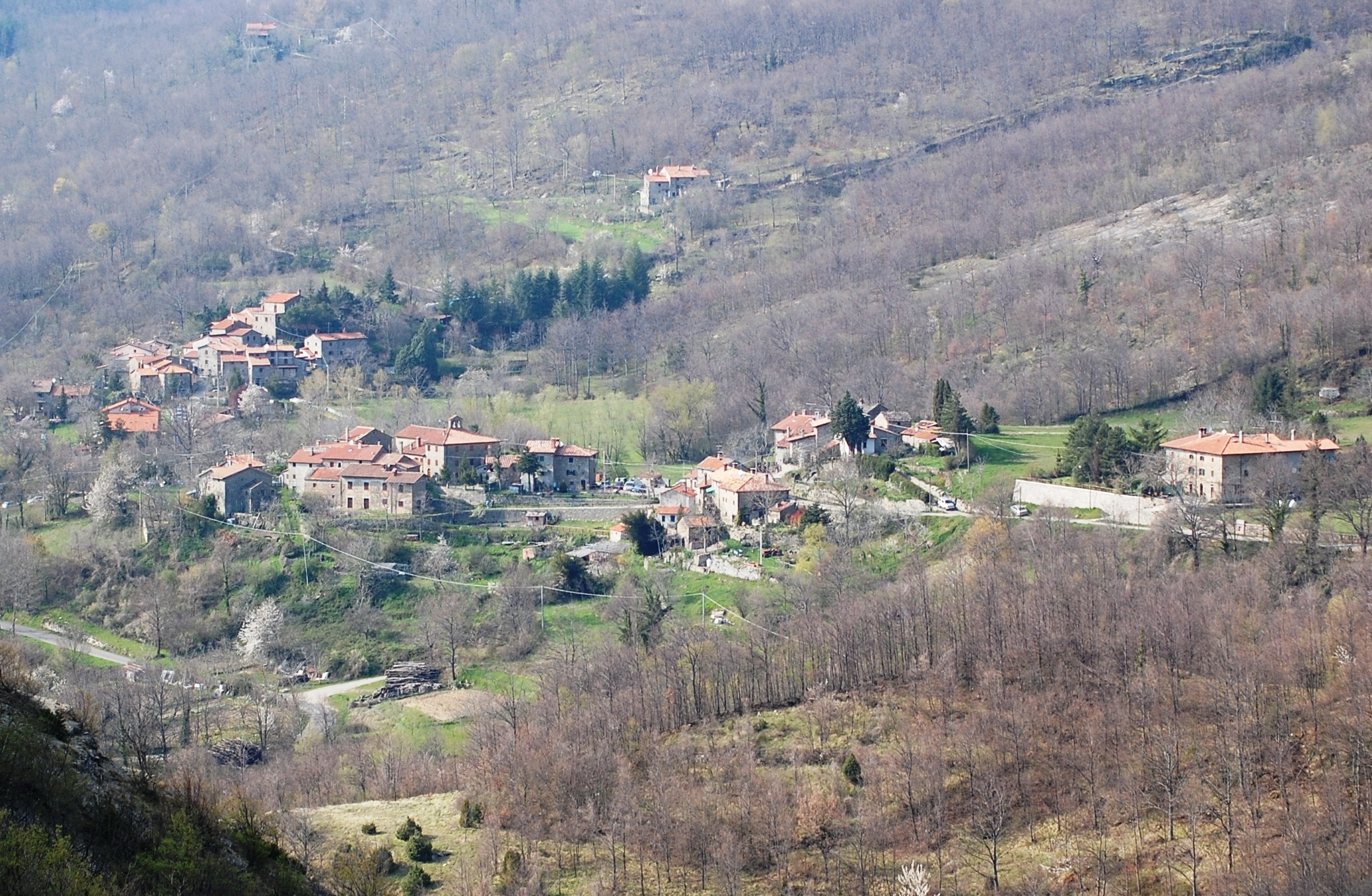
La frazione Montagna di Sansepolcro